# کیم سون-یونگ (جودوکار)
کیم سون-یونگ (انگلیسی: Kim Seon-young؛ زادهٔ ۲۳ فوریهٔ ۱۹۷۹) جودوکار اهل کره جنوبی بود.